# Gregorio V de Cilicia
Gregorio V de Cilicia (en armenio: Գրիգոր Ե. Քարավեժ) fue el Catholicos de la Iglesia Apostólica Armenia de 1193 a 1194.
A la muerte del Catholicos Gregorio IV el Joven su trono fue ocupado por el hijo de su hermana Vahram, que tomó el nombre de Gregorio V de Cilicia. Era aún muy joven y, según el cronista Smbat Sparapet, "no mostraba la misma obediencia a todos que antes, cuando estaba bajo tutela, sino que gobernaba el patriarcado de manera voluntariosa, como deseaba el hermano de su madre". Esto provocó la envidia de los clérigos más veteranos, que le acusaron de no ser capaz de ser un buen Catholicós. Llevaron estas acusaciones a Príncipe León I de Armenia, llamado "el Magnífico",  muchas veces hasta que cedió y encarceló a Gregorio en su palacio de  Rumkale, literalmente 'fortaleza de Rum',  fortificación a orillas del río Éufrates, a 50 kilómetros al nordeste de las ciudades de Gaziantep y de Sanliurfa al este, en Turquía.
Se corrió la voz de su encarcelamiento y la gente intentó liberarlo en vano. El catolicós Gregorio fue trasladado a la fortaleza de Kopitar y llevado ante el príncipe León I. Los agitados habitantes de Hromkla avisaron en secreto a Gregorio para que se preparara a escapar y convencieron al señor de la fortaleza para que lo liberara, pero el Catholicos malinterpretó este mensaje e intentó liberarse él mismo. Cogió lino y lo colgó para descender de la fortaleza una noche, pero cayó al vacío al romperse la cuerda. Su cuerpo fue llevado a Drazark, donde fue enterrado cerca de la tumba de su tío Gregorio IV.